# Johann Christoph Friedrich GutsMuths
Johann Christoph Friedrich GutsMuths (født 9. august 1759 i Quedlinburg, død 21. maj 1839 i Ibenhain) var en tysk pædagog.
GutsMuths var 1785-1837 lærer i geografi, teknologi og gymnastik ved den af Christian Gotthilf Salzmann oprettede undervisningsanstalten i Schnepfenthal (nu en bydel i Waltershausen). Der ordnede han på en rationelt måde gymnastikøvelserne og indrettede en systematisk undervisning i dette emne.
Han forfattede Gymnastik für die Jugend (1793; fjerde oplag 1893), Spiele zur Übung und Erholung des Körpers und Geistes (1796; attende oplag 1893), Kleines Lehrbuch der Schwimmkunst (1798), Spielalmanach für die Jugend (1802; andet oplag 1833) og Turnbuch für die söhne des Vaterlands (1817), fra hvilken Katechismus der Turnkunst (1818) er et uddrag.
På geografiens område skrev han blandt andet Handbuch der Geographie (to bind, 1810; fjerde oplag 1826) og havde i Carl Ritter en hengiven elev. Årene 1800-1820 redigerede han tidsskriftet "Bibliothek für Pädagogik, Schulwesen und die gesamte pädagogische Literatur Deutschlands". GutsMuths (og Ritters) mindesmærke opsattes 1904 i Quedlinburg.